# باغ‌های کنزینگتون

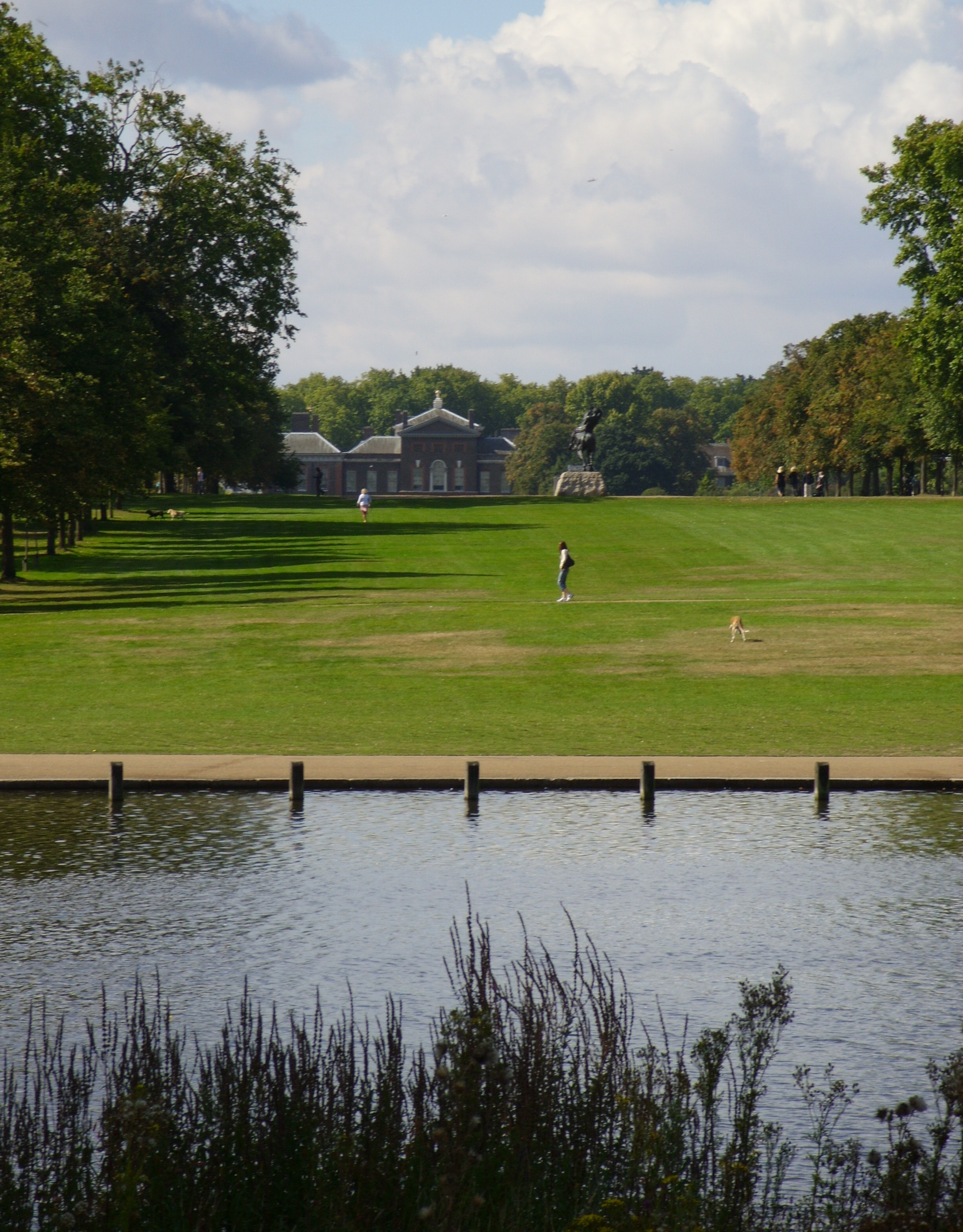

باغ‌های کنزینگتون (انگلیسی: Kensington Gardens) یک باغ اختصاصی برای کاخ کنزینگتون در شهر لندن است.
این باغ که مابین شهر وست‌مینستر و منطقه سلطنتی کنزینگتون و چلسی قرار دارد دارای مساحت ۱۱۱ هکتاری می‌باشد. ایستگاه متروی کویینزوی و ایستگاه لانکستر گیت در شمال باغ کنزینگتون قرار دارد.

## نگارخانه

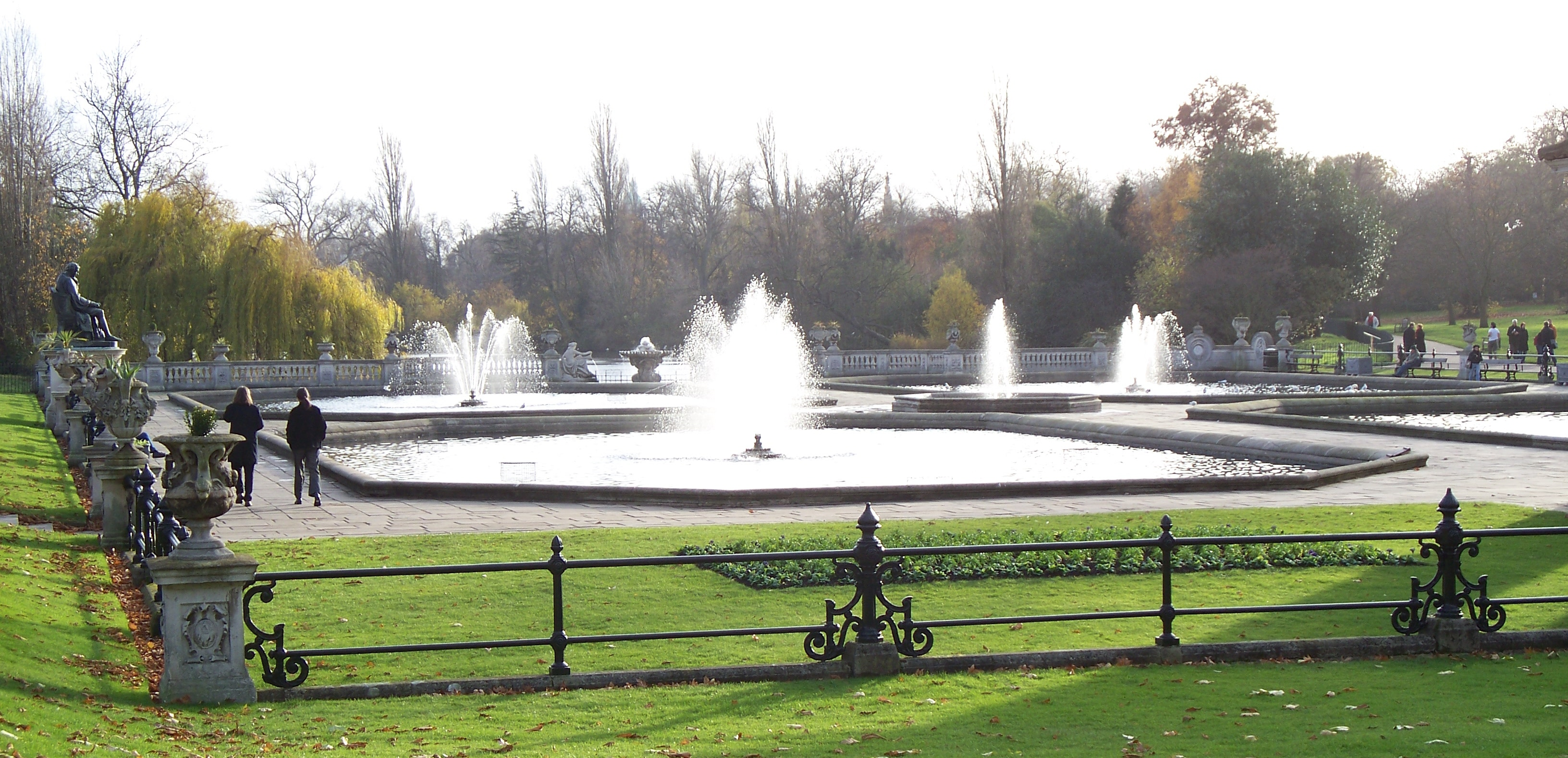
Italian Garden fountains
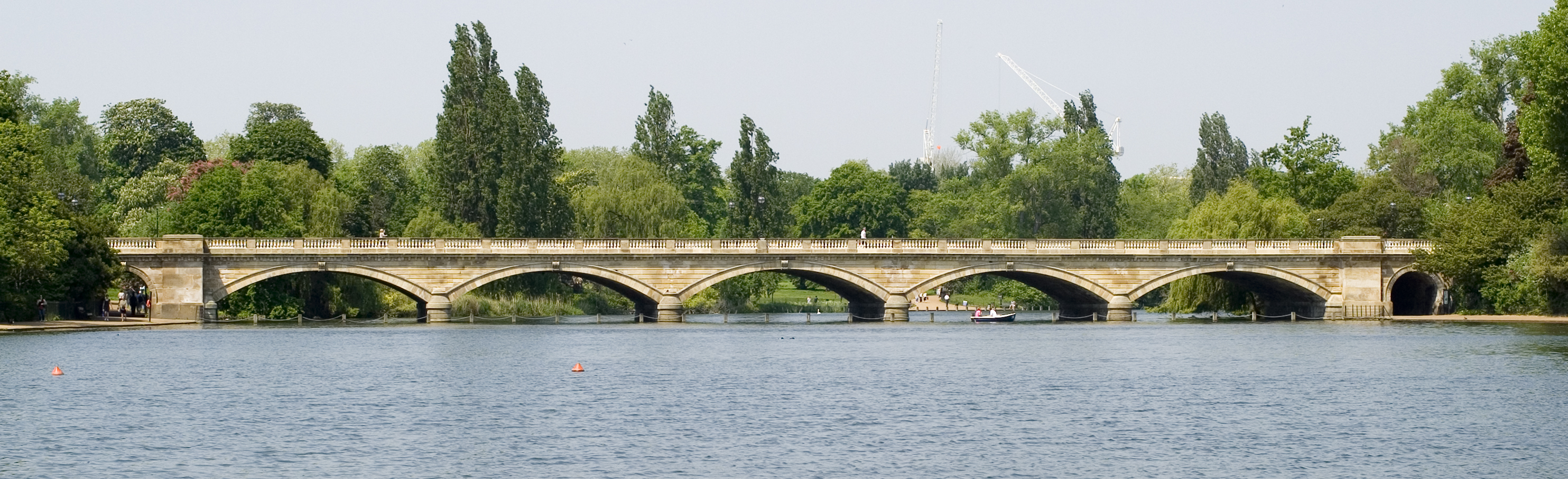
The Serpentine Bridge seen from Hyde Park
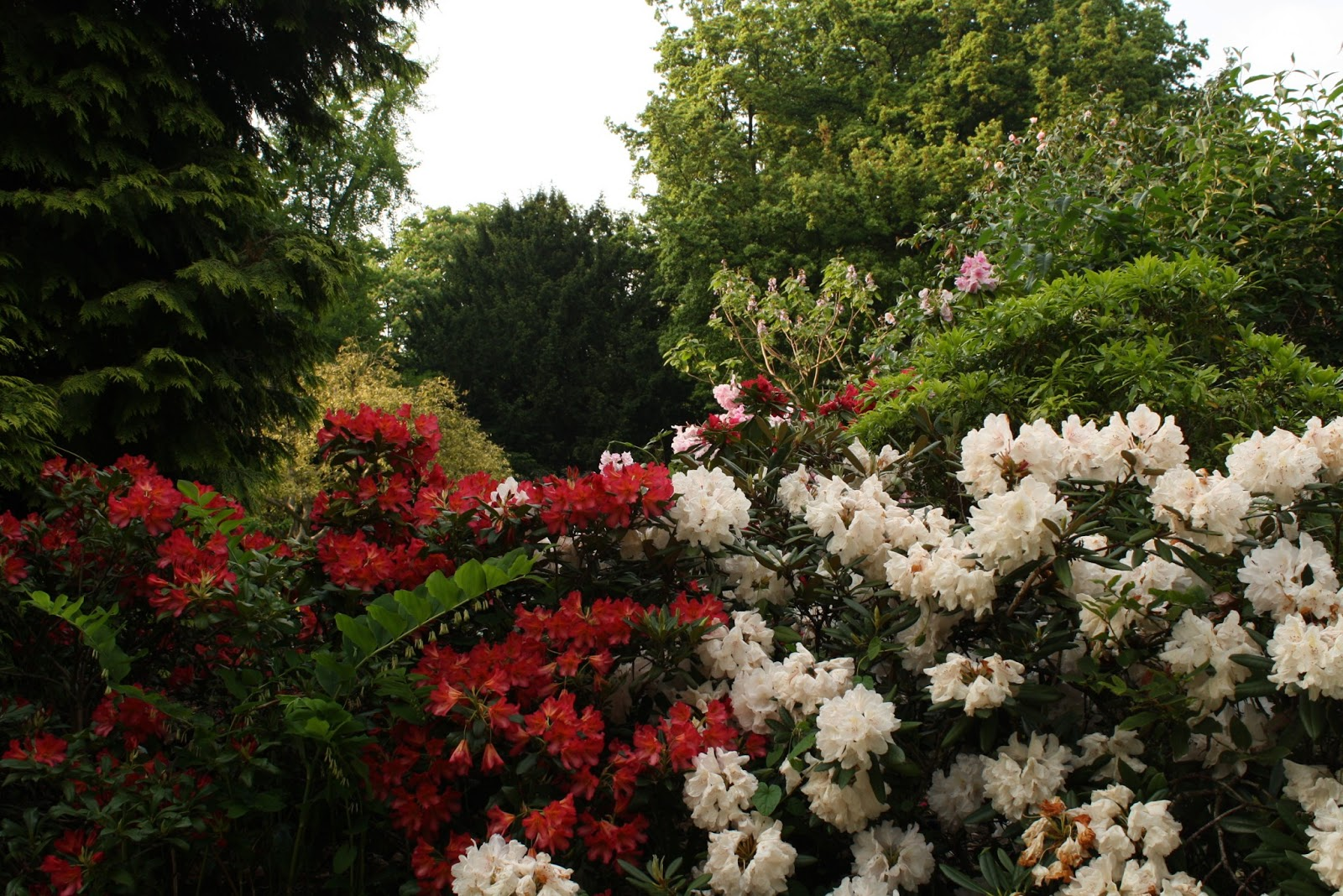
Kensington Gardens, near the Flower Walk
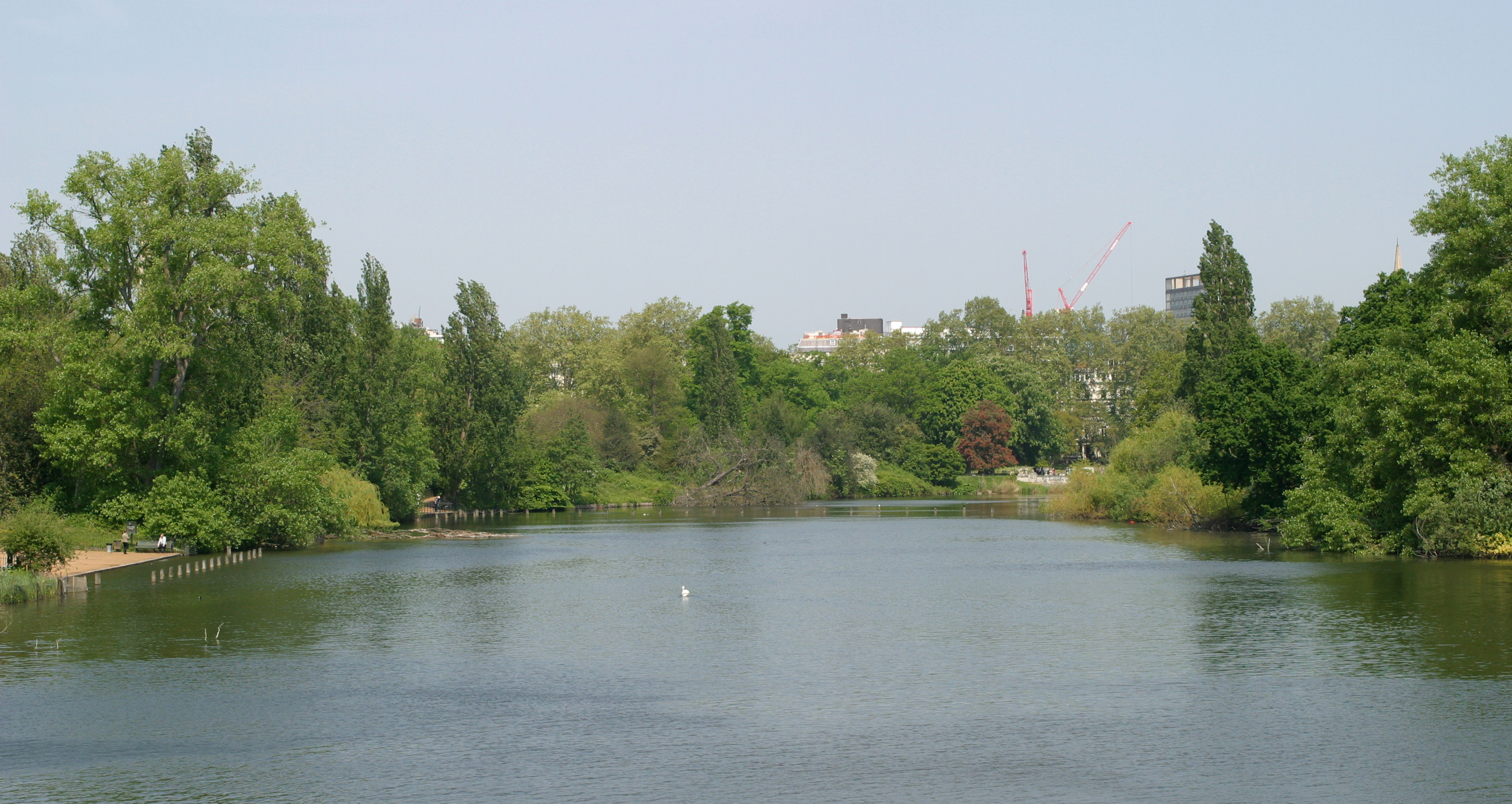
The Long Water looking north-west from the Serpentine Bridge
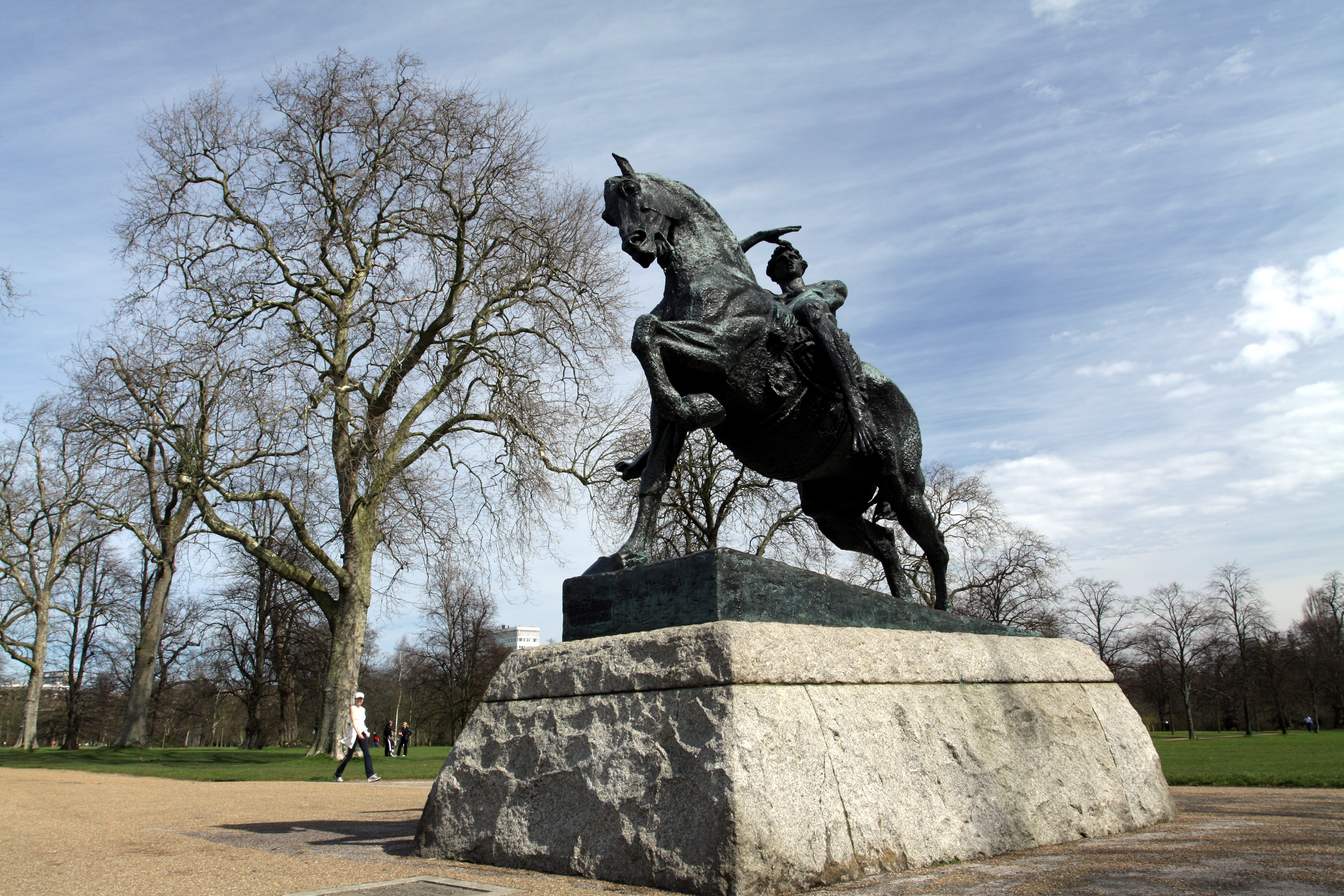
Physical Energy by جرج فردریک واتس
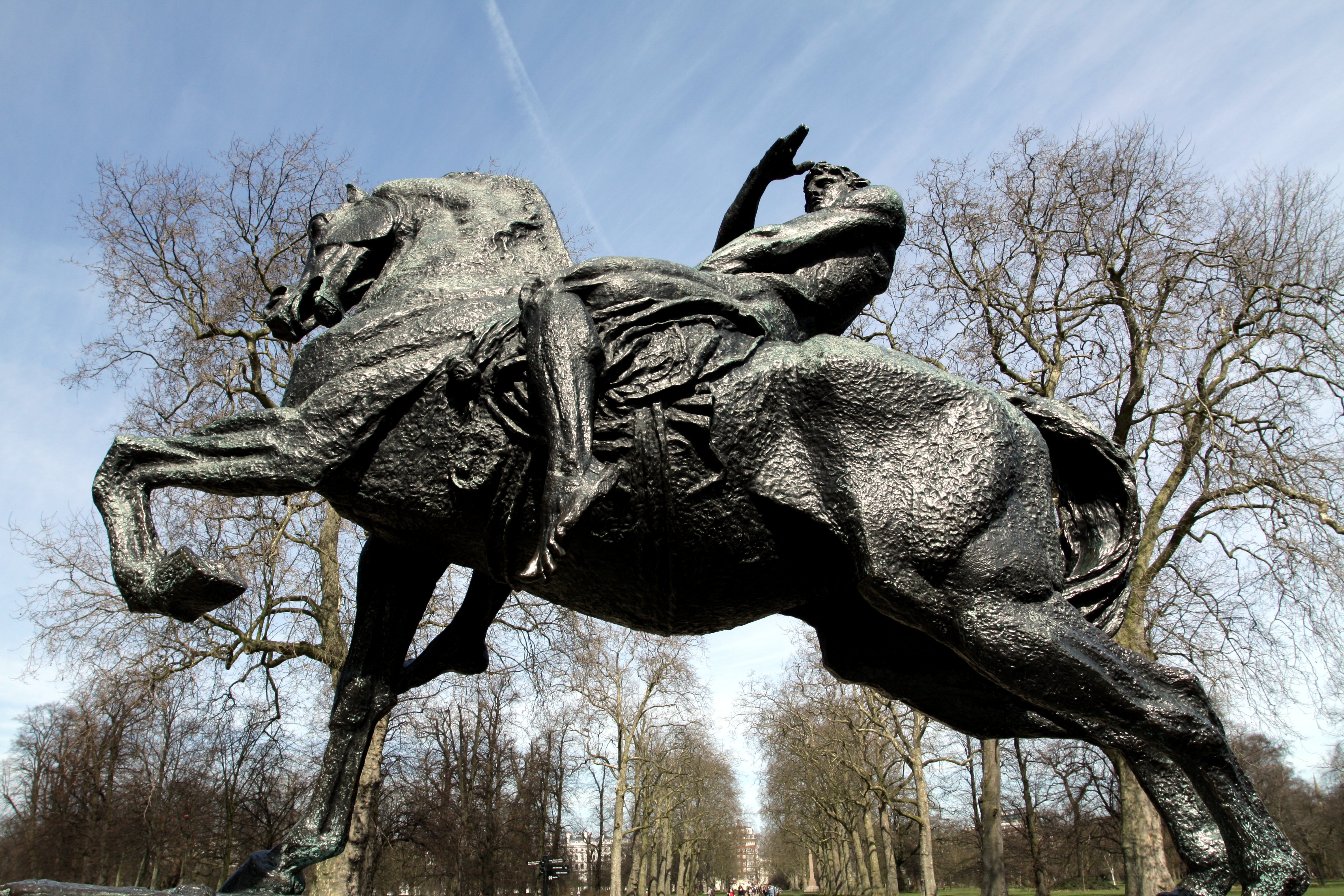
Physical Energy sculpture
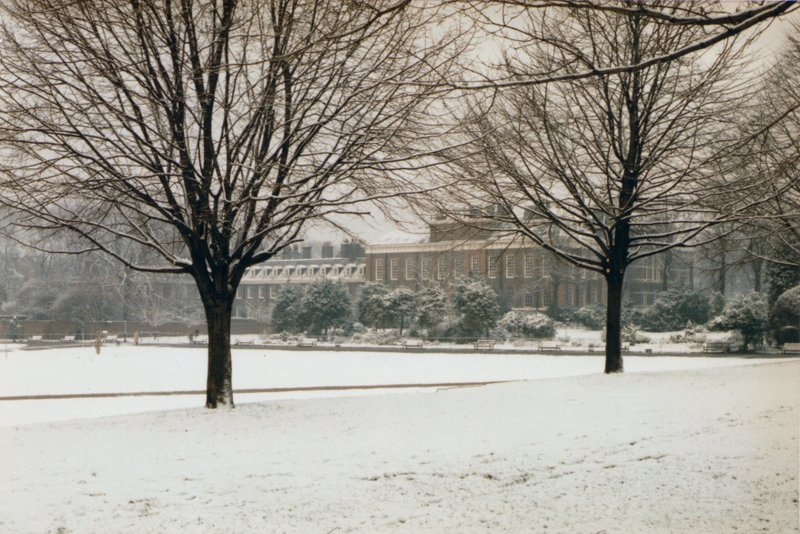
The gardens and palace in winter

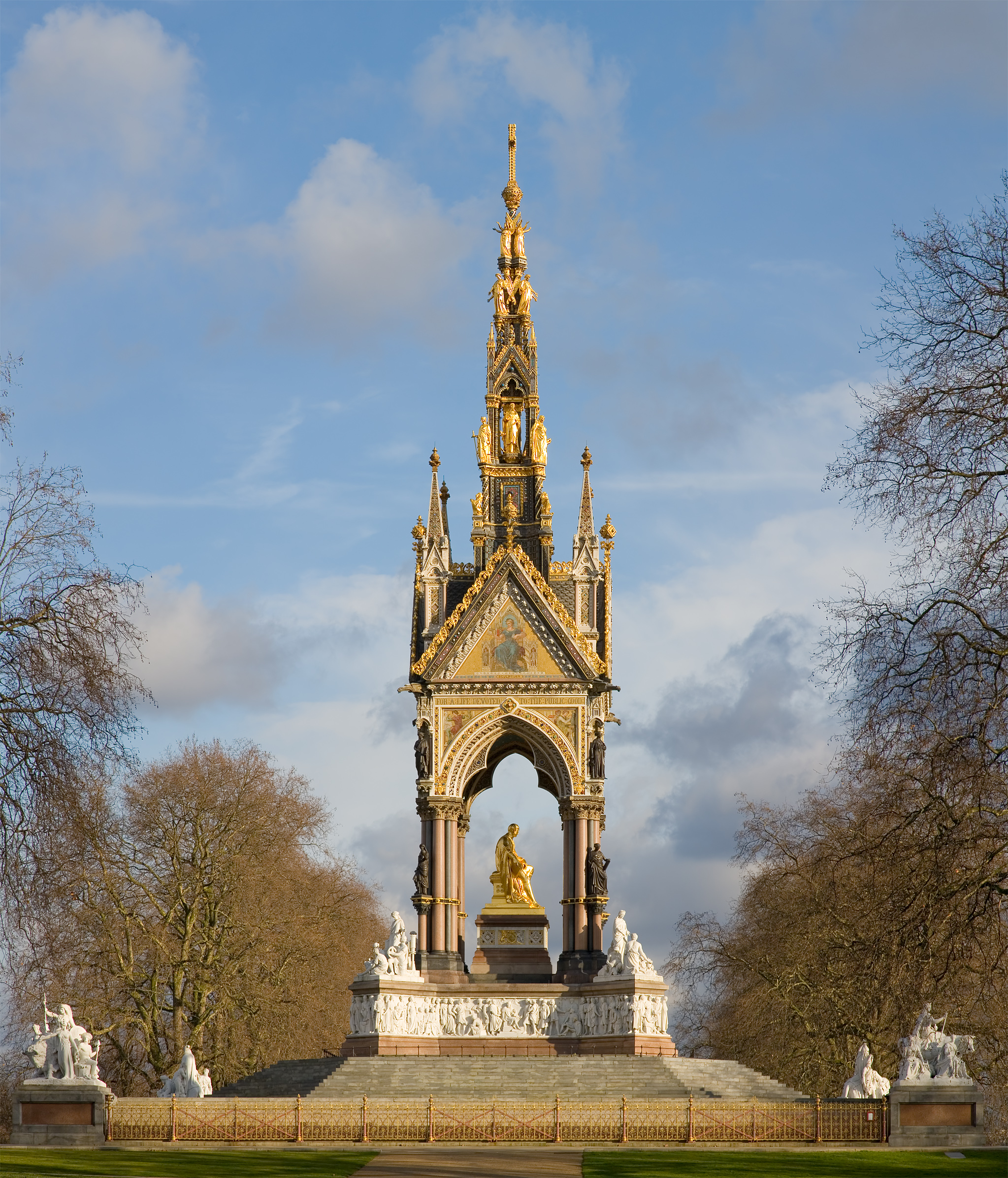
The Albert Memorial
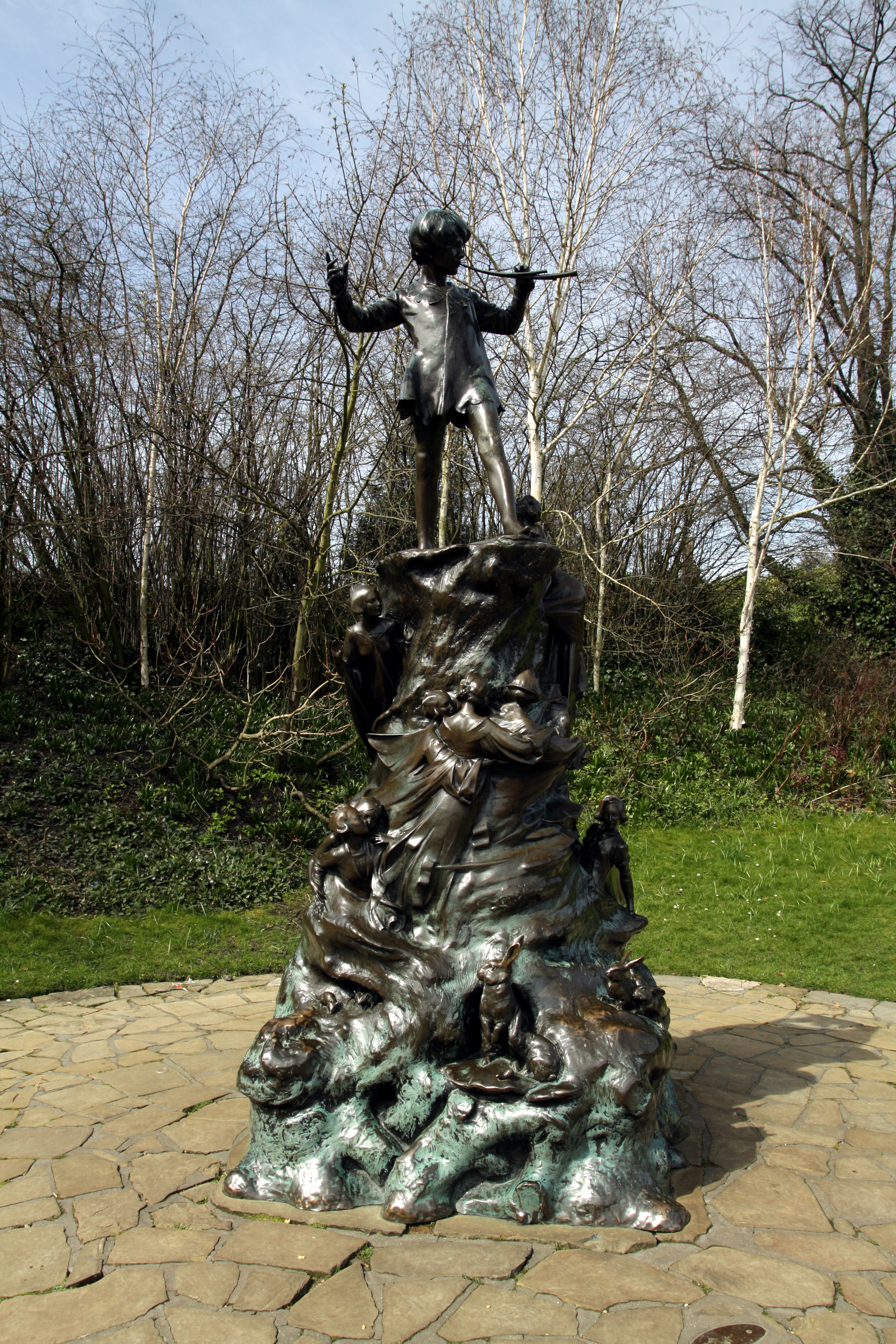
Statue of Peter Pan
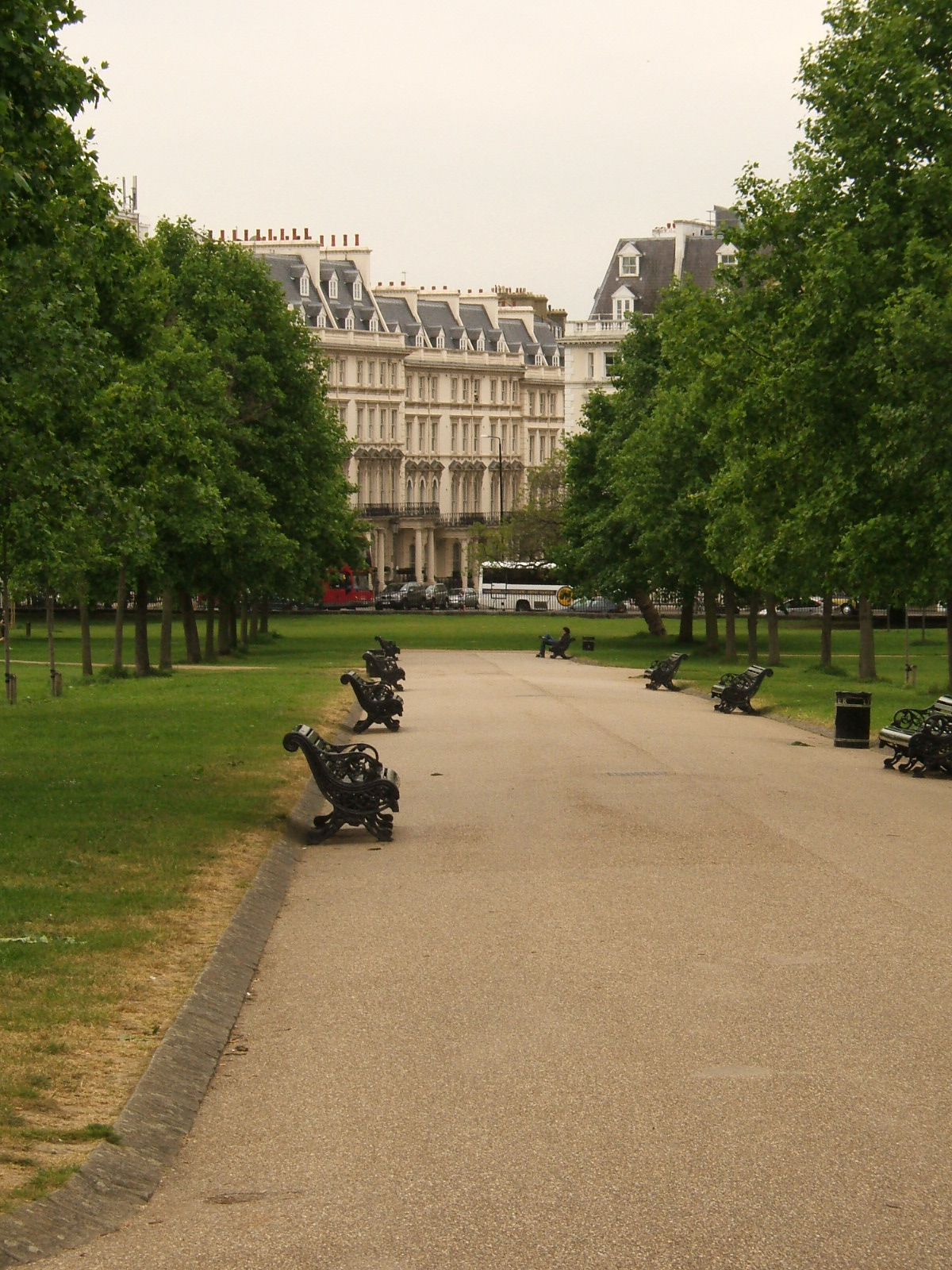
Kensington Gardens